# Stark József
Stark József, Tolnai (Budapest, 1895. január 2. – Balatonföldvár, 1951. május 22.) válogatott labdarúgó, jobbhátvéd. Polgári foglalkozása műszaki rajzoló, műszaki tisztviselő.

## Családja
Szülei Stark János és Schatz Borbála. 1922. február 2-án Budapesten feleségül vette Netter Jolánt (Budapest, 1896. okt. 25. – Budapest, 1946. febr. 7.). Második felesége Reisz Katalin volt.
Stark családi nevét 1945-ben Tolnaira változtatta. A balatonföldvári Kistext üdülőben hunyt el, 1951 májusában az Óbudai temetőben búcsúztatták.

## Pályafutása

### Klubcsapatban
A TTC, majd a III. kerületi TVE labdarúgója volt. Jól helyezkedő, megbízható hátvéd volt, aki az átlagnál jobb rúgótechnikával rendelkezett.

### A válogatottban
1918-ban egy alkalommal szerepelt a magyar labdarúgó-válogatottban.

## Sikerei, díjai
- Magyar bajnokság
- 6.: 1909–10

## Statisztika

### Mérkőzése a válogatottban
| Magyarország | Magyarország    | Magyarország                    | Magyarország | Magyarország | Magyarország | Magyarország | Magyarország | Magyarország |
| #            | Dátum           | Helyszín                        | Hazai        | Eredmény     | Vendég       | Kiírás       | Gólok        | Esemény      |
| ------------ | --------------- | ------------------------------- | ------------ | ------------ | ------------ | ------------ | ------------ | ------------ |
| 1.           | 1918. május 12. | Budapest, Hungária körúti pálya | Magyarország | 2 – 1        | Svájc        | barátságos   | -            |              |
|              | Összesen        |                                 |              | 1            | mérkőzés     |              | 0            | gól          |